# Parkcross
De Parkcross is een veldritwedstrijd die sinds 2007 jaarlijks wordt georganiseerd in de Belgische gemeente Maldegem. De wedstrijd vindt altijd plaats op woensdag kort na het WK, begin februari.

## Erelijst

### Mannen elite
| Datum      | Klassement   | Cat. | Winnaar                            | Tweede                             | Derde                              |
| ---------- | ------------ | ---- | ---------------------------------- | ---------------------------------- | ---------------------------------- |
| 05/02/2025 | Exact Cross  | C2   | Laurens Sweeck                     | Eli Iserbyt                        | Niels Vandeputte                   |
| 07/02/2024 | Exact Cross  | C2   | Eli Iserbyt                        | Michael Vanthourenhout             | Niels Vandeputte                   |
| 08/02/2023 | Losse cross  | C2   | Michael Vanthourenhout             | Laurens Sweeck                     | Ryan Kamp                          |
| 05/02/2022 | Ethias Cross | C2   | Laurens Sweeck                     | Eli Iserbyt                        | Lars van der Haar                  |
| 03/02/2021 | Ethias Cross | C2   | Afgelast vanwege de coronapandemie | Afgelast vanwege de coronapandemie | Afgelast vanwege de coronapandemie |
| 05/02/2020 | Ethias Cross | C2   | Eli Iserbyt                        | Michael Vanthourenhout             | Toon Aerts                         |
| 06/02/2019 | Brico Cross  | C2   | Mathieu van der Poel               | Michael Vanthourenhout             | Toon Aerts                         |
| 07/02/2018 | Brico Cross  | C2   | Laurens Sweeck                     | David van der Poel                 | Tim Merlier                        |
| 01/02/2017 | Brico Cross  | C2   | Mathieu van der Poel               | Michael Vanthourenhout             | Tim Merlier                        |
| 03/02/2016 | Losse cross  | C2   | Michael Vanthourenhout             | Kevin Pauwels                      | Radomír Šimůnek                    |
| 04/02/2015 | Losse cross  | C2   | Kevin Pauwels                      | Laurens Sweeck                     | Gianni Vermeersch                  |
| 05/02/2014 | Losse cross  | C2   | Sven Nys                           | Tom Meeusen                        | Niels Albert                       |
| 06/02/2013 | Losse cross  | C2   | Bart Wellens                       | Sven Nys                           | Niels Albert                       |
| 01/02/2012 | Losse cross  | C2   | Sven Vanthourenhout                | Kevin Pauwels                      | Dieter Vanthourenhout              |
| 02/02/2011 | Losse cross  | C2   | Sven Nys                           | Sven Vanthourenhout                | Klaas Vantornout                   |
| 03/02/2010 | Losse cross  | C2   | Niels Albert                       | Kevin Pauwels                      | Bart Wellens                       |
| 04/02/2009 | Losse cross  | C2   | Sven Nys                           | Sven Vanthourenhout                | Bart Wellens                       |
| 30/01/2008 | Losse cross  |      | Niels Albert                       | Sven Nys                           | Bart Wellens                       |
| 31/01/2007 | Losse cross  |      | Sven Nys                           | Niels Albert                       | David Willemsens                   |

### Vrouwen elite
| Datum      | Klassement   | Cat. | Winnaar                            | Tweede                             | Derde                              |
| ---------- | ------------ | ---- | ---------------------------------- | ---------------------------------- | ---------------------------------- |
| 05/02/2025 | Exact Cross  | C2   | Marie Schreiber                    | Inge van der Heijden               | Sara Casasola                      |
| 07/02/2024 | Exact Cross  | C2   | Laura Verdonschot                  | Leonie Bentveld                    | Manon Bakker                       |
| 08/02/2023 | Losse cross  | C2   | Annemarie Worst                    | Manon Bakker                       | Denise Betsema                     |
| 05/02/2022 | Ethias Cross | C2   | Annemarie Worst                    | Manon Bakker                       | Aniek van Alphen                   |
| 03/02/2021 | Ethias Cross | C2   | Afgelast vanwege de coronapandemie | Afgelast vanwege de coronapandemie | Afgelast vanwege de coronapandemie |
| 05/02/2020 | Ethias Cross | C2   | Annemarie Worst                    | Inge van der Heijden               | Denise Betsema                     |
| 06/02/2019 | Brico Cross  | C2   | Denise Betsema                     | Laura Verdonschot                  | Annemarie Worst                    |
| 07/02/2018 | Brico Cross  | C2   | Marianne Vos                       | Annemarie Worst                    | Tim Merlier                        |
| 01/02/2017 | Brico Cross  | C2   | Marianne Vos                       | Sanne Cant                         | Sophie de Boer                     |
| 03/02/2016 | Losse cross  | C2   | Sanne Cant                         | Sophie de Boer                     | Loes Sels                          |
| 04/02/2015 | Losse cross  | C2   | Sanne Cant                         | Sanne van Paassen                  | Loes Sels                          |

2007 · 
2008 · 
2009 · 
2010 · 
2011 · 
2012 · 
2013 · 
2014 · 
2015 · 
2016 · 
2017 · 
2018 · 
2019 · 
2020 · 
2021 · 
2022 · 
2023 · 
2024 ·
2025
Seizoen 2024-2025

 be-Mine Cross, Beringen (2019-heden) ·  Cyclocross Essen (2018-heden) ·  Internationale Cyclocross Heerderstrand, Heerde (2024-heden) ·  Urban Cross, Kortrijk (2024-heden) ·  Azencross, Loenhout (2022-heden) ·  Parkcross, Maldegem (2017-2020, 2022, 2024-heden) ·  Waaslandcross, Sint-Niklaas (2021-heden) 

Voormalig

 Kasteelcross, Zonnebeke (2023-2024) ·  Zilvermeercross, Mol (2022-2023) ·  Polderscross, Kruibeke (2016-2017, 2019-2022) ·  Berencross, Meulebeke (2016-2019, 2021-2022) ·  Rapencross, Lokeren (2018, 2020-2021) ·  Versluys Cyclocross, Bredene (2016-2021) ·  Stellacross, Leuven (2020-2021)·  Grote Prijs Stad Eeklo (2017, 2019-2020) ·  Vestingcross, Hulst (2017-2020) ·  GP Mario De Clercq, Ronse (2018) ·  Muur van Geraardsbergen (2016, 2018)